# Puissance des armes nucléaires

Diagramme logarithmique comparant le rendement (en kilotonnes) et la masse (en kilogrammes) de toutes les armes nucléaires développés par les États-Unis.

La puissance explosive de l'arme nucléaire est la quantité d'énergie libérée lorsqu'une arme nucléaire explose, exprimée habituellement en masse équivalente de trinitrotoluène (TNT), soit en kilotonnes (milliers de tonnes de TNT) ou mégatonnes (millions de tonnes de TNT), ou parfois en térajoules (un kilotonne de TNT vaut 4,184 TJ). Comme la quantité précise de l'énergie libérée par la TNT est et a été sujet à des incertitudes de mesure, surtout à l'aube de l'ère nucléaire, la convention couramment admise est qu'un kilotonne de TNT équivaut à 1012 calories. L'énergie libérée par une bombe ne suffit pas à elle seule à préciser les dégâts potentiels que cette bombe peut occasionner à court et long terme. Ces dégâts sont de nature mécanique par effet de souffle lié à l'onde de choc, par propulsion et retombée de matériaux, poussières et blocs de toutes dimensions, effet thermique de la boule de feu dont la température initiale est de plusieurs milliers de degrés, effets radioactifs par diverses radiations immédiates et jusqu'à très long terme en particulier par ingestion de poussières, effet électromagnétique par impulsion de type foudre pouvant détruire les circuits électroniques. Pour chaque bombe d'une énergie donnée, ces effets sont d'intensité variable selon le choix de l'altitude à laquelle la bombe explose.
Le ratio puissance/poids est la quantité d'énergie divisée par la masse de l'arme. Le ratio puissance/poids théorique maximum des armes de fusion (armes thermonucléaires) est de 6 mégatonnes de TNT par tonne de bombe (25 TJ/kg). Des ratios de 5,2 mégatonnes par tonne et plus ont été atteints pour de grosses armes construites pour être utilisés comme une tête nucléaire unique au début des années 1960. Depuis, les ogives plus petites, nécessaire pour augmenter les dégâts produits (dommages produits/masse totale des bombes) via des systèmes de lancement multitêtes, a entraîné une baisse du rendement puissance/poids des  ogives modernes.

## Exemples
Dans l'ordre croissant des puissances (la plupart des puissances sont approximatives) :
| Bombe                                                                   | Énergie   | Énergie   | Notes |
| Bombe                                                                   | kt TNT    | TJ        | Notes |
| ----------------------------------------------------------------------- | --------- | --------- | --- |
| Davy Crockett                                                           | 0.01-0.02 | 0.042     | Arme nucléaire tactique à puissance variable, d'une masse de 23 kg seulement, la plus légère jamais déployée par les États-Unis (même tête que celle de la SADM et du GAR-11 Nuclear Falcon missile).                                                                                      |
| Little Boy bombe non guidée lâchée sur Hiroshima                        | 12-15     | 50–63     | Bombe A à insertion à l'uranium 235 (la première des deux armes nucléaires utilisées durant une guerre). |
| Fat Man bombe non guidée lâchée sur Nagasaki                            | 20–22     | 84–92     | Bombe A à implosion utilisant du plutonium 239 (seconde des deux armes nucléaires utilisées durant une guerre). |
| Ogive thermonucléaire W76                                               | 100       | 420       | Douze de ces ogives peuvent être installées dans le missile Trident II (voir Mirvage) ; les traités de désarmement ont limité leur nombre à huit. |
| Bombe nucléaire B61                                                     | variable  | variable  | - Mod 7 — jusqu'à 350 kt - Mod 10 — quatre niveaux de puissance - 0,3 kt - 1,5 kt - 60 kt - 170 kt - Mod 11 — puissance non révélée |
| Ogive W87                                                               | 300       | 1 300     | Dix de ces ogives peuvent être installées dans le missile LGM-118 Peacekeeper (voir Mirvage). |
| Ogive W88                                                               | 475       | 1 990     | Douze de ces ogives peuvent être installées dans le missile Trident II ; les traités de désarmement ont limité leur nombre à huit. |
| Bombe Ivy King                                                          | 500       | 2 100     | La plus puissante des bombes A. Bombe à implosion contenant 60 kg d'uranium 235. |
| Bombe B83                                                               | variable  | variable  | Jusqu'à 1,2 Mt ; arme américaine la plus puissante en service actif en 2017. |
| Ogive B53                                                               | 9 000     | 38 000    | Seconde ogive américaine la plus puissante après la B41. Elle n'est plus en service en 2010, mais 50 sont conservées dans le stock d'armes nucléaires des États-Unis ; tout comme l'ogive W53 qui a été utilisée dans les missiles Titan II et qui ont été déclassées en 1987.             |
| Bombe Castle Bravo                                                      | 15 000    | 63 000    | Test américain le plus puissant jamais effectué. |
| EC17/Mk-17, EC24/Mk-24, et la bombe B41(Mk-41)                          | variable  | variable  | Plus puissant essai jamais mené par les États-Unis : 25 Mt (100 PJ) ; la Mk-17 a été aussi la plus grosse et la plus lourde des bombes (environ 18 tonnes), la Mk-41 avait une masse de 4 800 kg (bombe non guidée transportée par le bombardier B-36 ; retirée du service actif en 1957). |
| Puissance totale dégagé par la série de test lors de l'opération Castle | 48 200    | 202 000   | La série de tests la plus puissante conduite par les États-Unis. |
| Bombe Tsar Bomba                                                        | 50 000    | 210 000   | Arme nucléaire soviétique la plus puissante ayant jamais explosé. Puissance : 50 Mt. Dans sa configuration complète (i.e. avec un tampon en uranium appauvri au lieu d'un en plomb), elle aurait atteint une puissance de 100 Mt.                                                          |
| Tous essais nucléaires cumulés                                          | 510 000   | 2 100 000 | Énergie totale relâchée lors de tous les essais nucléaires. |

Comparaison des rayons de la boule de feu de quelques armes nucléaires. Les effets de souffle s'étendent bien au-delà de la boule de feu.

À titre de comparaison, la puissance de l'explosion de la Massive Ordnance Air Blast Bomb est de 0,011 kt, et celle de l'attentat d'Oklahoma City, en utilisant une bombe à base d'engrais dans un camion, a été de 0,002 kt. La dislocation du météore de Tcheliabinsk, en 2013, a dégagé une puissance de 440 kt, et la plus puissante explosion non-nucléaire accidentelle a été celle de la deuxième fusée lunaire soviétique N-1, qui a atteint une puissance de 10 kt. La plupart des explosions artificielles non nucléaires sont considérablement plus faibles que celle de ce qui est considéré comme de très petites armes nucléaires.

### Limites de puissance
Le ratio puissance/masse est la puissance développée par l'arme par rapport à la masse de l'arme. Le ratio maximum théorique  des bombes H (de fusion) est de 6 mégatonnes de TNT par tonne (25 TJ/kg). La limite pratique réalisable est un peu plus faible, et tend à être plus faible pour les plus petites armes, comme celle qui se trouvent majoritairement dans les arsenaux à l'heure actuelle, car conçues pour le mirvage, ou l'emport des missiles de croisière.
- La puissance théorique de la bombe B41 de 25 Mt lui donnerait un rapport de puissance/masse de 5,2 mégatonnes de TNT par tonne. Bien que cela nécessiterait une efficacité bien plus grande que toutes autres armes des États-Unis (au minimum 40 % d'efficacité lors de la fusion du deutérure de lithium), ce qui est apparemment réalisable.
- En 1963, des déclarations déclassifié du DoE indiquait que les États-Unis avaient la capacité technologique de déployer une ogive de 35 Mt sur le Titan II, ou d'emporter une bombe non guidée de 50-60 Mt par des B-52. Aucune arme n'a été mise en œuvre, mais il aurait fallu avoir des ratios de puissance/masse supérieur à celui de la B41.
- Concernant les petites armes américaines actuelles, le ratio atteint 600 à 2 200 kilotonnes de TNT par tonne. Alors que pour les très petits dispositifs tactiques, telles que le Davy Crockett il n'était que de 0,4 à 40 kilotonnes de TNT par tonne. À titre de comparaison historique, pour Little Boy le ratio n'était que de 4 kilotonnes de TNT par tonne, et pour la plus grande bombe ayant jamais explosé la Tsar Bomba, le ratio a été de 2 mégatonnes de TNT par tonne (dont la puissance a été volontairement réduite d'un facteur deux, il y a donc peu de doute que cette bombe ait été capable d'atteindre 4 mégatonnes par tonne).
- La plus puissante bombe à fission pure jamais construite a eu une puissance de 500 kilotonnes, ce qui est probablement de l'ordre de la limite supérieure de ce type d'arme. La fusion pourrait probablement augmenter l'efficacité d'une telle arme de manière significative, mais les armes à fission ont une limite supérieure en raison des grandes masses critiques. Cependant il n'y a pas de limite de puissance connue pour une bombe à fusion.
- Étant donné que le ratio maximum théorique est d'environ 6 mégatonnes de TNT par tonne, et que le ratio maximum atteint  était apparemment de 5,2 mégatonnes de TNT par tonne, il existe une limite pratique sur la puissance des armes air-sol. Les armes de dernière génération n'ont plus la très lourde enveloppe que l'on croyait nécessaire pour que les réactions nucléaires se produisent de manière efficace - ce qui a considérablement accru le ratio puissance/masse. Par exemple, la bombe Mk-36 telle que construite avait un ratio de 1,25 mégatonne de TNT par tonne. Si l'enveloppe de la Mk-36 qui pesait 5,5 t avait été réduite des deux tiers, le ratio puissance/masse aurait été de 2,3 mégatonnes de TNT par tonne, soit ce qui est atteint une génération d'armes plus tard, comme pour la beaucoup plus légère bombe B53 (de 9 Mt).
- Les limites de taille dues à l'emport peuvent servir pour déterminer les limites des armes de très forte puissance. Si la pleine charge de 250 tonnes de l'Antonov An-225 pouvait être utilisée, une bombe 1,3 gigatonne pourrait être emportée. De même, la limite maximale d'une arme montée sur un missile déterminé par la capacité d'emport de celui-ci. Le gros missile balistique intercontinental russe SS-18 a une capacité d'emport de 7 200 kg, de sorte qu'il pourrait emporter une bombe ayant une puissance maximum théorique 37,4 mégatonnes de TNT. De même, une fusée Saturn V peut emporter plus de 120 tonnes, soit une puissance d'environ 700 mégatonnes.

Les grosses ogives font rarement partie des arsenaux d'aujourd'hui. Les plus petites ogives MIRV sont beaucoup plus destructrices pour une puissance totale donnée ou à capacité d'emport donnée.

## Puissance de quelques explosions
La liste suivante recense les explosions nucléaires qui ont marqué l'ère nucléaire. En plus, des bombardements atomiques d'Hiroshima et de Nagasaki, le premier essai nucléaire d'un type d'arme donné pour un pays est inclus, ainsi que les essais qui ont été notables (comme le plus grand essai jamais effectué). Tous les puissances sont données en kilotonnes de TNT. Les tests putatifs (comme l'incident Vela) n'ont pas été inclus.
| Date              | Nom                                            | Puissance (kT) | Pays          | Remarques |
| ----------------- | ---------------------------------------------- | -------------- | ------------- | --- |
| 16 juillet 1945   | Trinity                                        | 19             | États-Unis    | Premier essai de bombe à fission, première explosion d'une bombe à implosion au plutonium. |
| 6 août 1945       | Little Boy                                     | 15             | États-Unis    | Bombardement d'Hiroshima au Japon, première explosion d'une bombe à insertion à l'uranium enrichi, première utilisation d'une bombe nucléaire sur une population civile après un ultimatum des Alliés qui ne mentionnait pas cet usage. |
| 9 août 1945       | Fat Man                                        | 21             | États-Unis    | Bombardement de Nagasaki au Japon, deuxième utilisation d'une arme atomique sur une population civile. |
| 1er juillet 1946  | Essai Able                                     | 23             | États-Unis    | Atoll de Bikini ; ces essais (opération Crossroads) ont été la quatrième et la cinquième explosions nucléaires conduites par les États-Unis. Leurs buts étaient de connaitre les effets d'une explosion nucléaire sur des bâtiments de la marine. Ce sont les premiers essais menés dans les îles Marshall, et les premiers annoncés publiquement au préalable et observés par des invités, incluant la presse. |
| 25 juillet 1946   | Essai Baker                                    | 23             | États-Unis    | Atoll de Bikini ; ces essais (opération Crossroads) ont été la quatrième et la cinquième explosions nucléaires conduites par les États-Unis. Leurs buts étaient de connaitre les effets d'une explosion nucléaire sur des bâtiments de la marine. Ce sont les premiers essais menés dans les îles Marshall, et les premiers annoncés publiquement au préalable et observés par des invités, incluant la presse. |
| 29 août 1949      | RDS-1                                          | 22             | URSS          | Première bombe à fission testée par l'Union soviétique. |
| 9 mai 1951        | Test George                                    | 225            | États-Unis    | L'essai George était destiné à une expérimentation physique en lien avec la bombe à hydrogène. |
| 3 octobre 1952    | Hurricane                                      | 25             | Royaume-Uni   | Premier essai d'une bombe à fission par le Royaume-Uni. |
| 1er novembre 1952 | Ivy Mike                                       | 10 400         | États-Unis    | Premier test complet d'une bombe à fusion étagée, utilisant du deutérium liquide à −250 °C. |
| 12 août 1953      | Joe 4                                          | 400            | URSS          | Première bombe à fusion (en fait une bombe A boostée mais pas réellement une bombe H à fusion étagée). |
| 1er mars 1954     | Castle Bravo                                   | 15 000         | États-Unis    | Première bombe à fusion étagée "sèche"; d'importantes retombées radioactives non prévues ont eu lieu affectant des populations civiles. |
| 22 novembre 1955  | RDS-37                                         | 1 600          | URSS          | Premier test soviétique d'une bombe à fusion étagée. |
| 8 novembre 1957   | Grapple X                                      | 1 800          | Royaume-Uni   | Premier essai britannique d'une bombe à fusion étagée. |
| 13 février 1960   | Gerboise bleue                                 | 70             | France        | Premier essai français d'une bombe A. |
| 31 octobre 1961   | Tsar Bomba                                     | 57 000         | URSS          | Arme thermonucléaire la plus puissante jamais testée (limitée à 50 % de sa puissance maximale théorique - 100 Mt). |
| 16 octobre 1964   | 596                                            | 22             | Chine         | Premier essai chinois d'une bombe à fission. |
| 17 octobre 1967   | Test n° 6                                      | 3 300          | Chine         | Premier essai chinois d'une bombe à fusion étagée. |
| 24 août 1968      | Canopus                                        | 2 600          | France        | Premier essai français d'une bombe à fusion étagée. |
| 18 mai 1974       | Pokhran-I                                      | 12             | Inde          | Premier essai d'une bombe A par l'Inde. |
| 11 mai 1998       | Pokhran-II                                     | 20             | Inde          | Premier essai d'une arme opérationnelle par l'Inde. |
| 28 mai 1998       | Chagai-I                                       | 36–40          | Pakistan      | Premier essai d'une bombe A opérationnelle par le Pakistan. |
| 9 octobre 2006    | Essai nucléaire nord-coréen du 9 octobre 2006  | ~1             | Corée du Nord | Premier essai d'une bombe A par la Corée du Nord, mais l'engin a fait long feu. |
| 25 mai 2009       | Essai nucléaire nord-coréen du 25 mai 2009     | 5–15           | Corée du Nord | Premier essai réussi d'un engin à fission par la Corée du Nord. |
| 12 février 2013   | Essai nucléaire nord-coréen du 12 février 2013 | 6–7            | Corée du Nord | Troisième essai d'un engin à fission par la Corée du Nord. |

Nota 1 : Il y a deux types de bombes à fusion, la véritable bombe à fusion étagée suivant la configuration de Teller-Ulam ou la bombe à fission dopée. Pour une liste plus complète de la série d'essais nucléaires, voir la liste des essais nucléaires. Certaines estimations de puissance, comme celle dégagée par la Tsar Bomba, celles des tests effectués par l'Inde, et le Pakistan en 1998, sont contestées par les spécialistes.
Nota 2 : certains essais nucléaires ont pu occasionner des retombées affectant des populations civiles, notamment pour les essais de bombe A (à fission), ainsi que les écosystèmes locaux.

## Calcul de la puissance et controverse
Les puissances des explosions nucléaires peuvent être très difficiles à évaluer. Même dans des conditions expérimentales très contrôlées, les puissances précises peuvent être très difficiles à déterminer, et pour des conditions moins contrôlées les marges d'erreur peuvent être très grandes. Les puissances peuvent être calculées de plusieurs façons, via des calculs basés sur la taille du souffle de l'explosion, sa luminosité, des données sismographiques, et la force de l'onde de choc. Enrico Fermi a fait un calcul approximatif (très) célèbre de la puissance de l'essai Trinity en lâchant des petits morceaux de papier dans l'air et en mesurant la distance à laquelle ils ont été emportés par l'onde de choc de l'explosion.

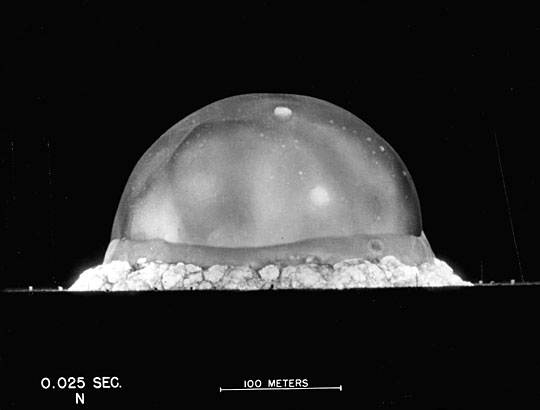
Photo du souffle de l'explosion de l'essai Trinity, utilisé par G.I. Taylor pour estimer la puissance de la bombe.

Une bonne approximation du rendement du dispositif d'essai Trinity a été obtenu par le physicien britannique Geoffrey Ingram Taylor à partir d'une simple analyse dimensionnelle. Taylor a noté que le rayon R de l'explosion ne doit initialement dépendre que de l'énergie E de l'explosion, du temps t après la détonation, et de la densité de l'air ρ. La seule façon d'obtenir une dimension homogène à une longueur à partir de ces paramètres est :
{\displaystyle R=c\left({\frac {{E{t}}^{2}}{\rho }}\right)^{\frac {1}{5}}}
En utilisant l'image de l'essai Trinity représenté ci-contre (qui avait été rendu publique par le gouvernement des États-Unis et publiée dans le magazine Life), Taylor estime qu'à l'instant t = 0,025 s le rayon de l'explosion était de 140 mètres. Prenant ρ à 1 kg/m3 et en résolvant E, il a obtenu que la puissance de l'explosion était d'environ 22 kilotonnes de TNT (90 TJ). Ce calcul très simple est en accord avec la valeur officielle du rendement de la bombe à 10 % près (20 kilotonnes de TNT, soit 84 TJ). Cette valeur, à l'époque où Taylor a publié son résultat, était une information hautement classifiée.
Lorsque ces données ne sont pas disponibles, comme dans un certain nombre de cas, les puissances précises sont discutées, en particulier lorsqu'elles sont liées à des questions de politique. Les armes utilisées dans des bombardements atomiques d'Hiroshima et de Nagasaki, par exemple, avaient des conceptions très particulières, si bien qu'estimer leur puissance est assez difficile a posteriori. La bombe d'Hiroshima, "Little Boy", est estimée avoir développé une puissance de 12 à 18 kilotonnes de TNT (entre 50 et 75 TJ) (soit une marge de 20 % d'erreur), alors que la bombe de Nagasaki, "Fat Man", est estimée avoir eu une puissance située entre 18 et 23 kilotonnes de TNT (soit entre 75 et 96 TJ) (10 % de marge d'erreur). Ces incertitudes apparemment faibles peuvent avoir de l'importance lorsqu'on essaie d'utiliser les données de ces explosions pour extrapoler les effets d'autres bombes en situation réelle. Souvent on évalue également la puissance d'une bombe en "équivalent Hiroshima".  Par exemple, la bombe à hydrogène Ivy Mike était équivalente à 867 ou 578 bombes d'Hiroshima – une différence assez importante (bien que purement théorique) selon que l'on utilise l'évaluation haute ou basse. D'autres puissances ont été contestées, notamment celle de la bombe Tsar Bomba. Sa puissance a été revendiquée à "seulement" 50 mégatonnes de TNT (210 PJ) ou jusqu'à un maximum de 57 mégatonnes de TNT (240 PJ) par différentes personnalités politiques.